# Маслова, Ольга Ивановна
Маслова Ольга Ивановна (24.05.1944) — детский невролог, доктор медицинских наук, профессор, заслуженный деятель наук РФ, основоположник российской школы когнитивной педиатрии.
С 1991 по 2005 гг являлась заведующей психоневрологическим отделением НИИ педиатрии Российской Академии Медицинских Наук, с 2009 по 2017 гг заведовала отделом психоэмоциональной разгрузки, когнитивной поддержки и коррекционно-восстановительной помощи НИИ педиатрии Федерального государственного автономного учреждения «Национальный медицинский исследовательский центр здоровья детей» Министерства здравоохранения Российской Федерации

## Биография
Ольга Ивановна родилась в 1944 году в Москве в семье служащих, В 1961 г. окончила школу с золотой медалью и поступила на педиатрический факультет Второго МОЛГМИ им. Н. И. Пирогова, после окончания института работала в отделе аспирантуры этого же ВУЗа, затем поступила в аспирантуру на кафедру нервных болезней Второго МОЛГМИ, обучение в которой завершила успешной защитой в 1972 г. кандидатской диссертации на тему: «Клинико-генетический анализ ожирения у детей и подростков» (научный руководитель — проф. Л. О. Бадалян). В течение двух лет была старшим научным сотрудником отдела информации Всесоюзного НИИ медицинской и медико-технической информации МЗ СССР.
Ольга Ивановна Маслова работала в НИИ педиатрии РАМН с апреля 1974 г. сперва в должности старшего научного сотрудника психоневрологического отделения; с 1988 г. была назначена ответственной за лечебную работу отделения, в 1991 г. была избрана по конкурсу руководителем психоневрологического отделения. В 1992 г. защитила докторскую диссертацию на тему: «Динамика клинических синдромов органических поражений нервной системы у детей при длительной реабилитации» (научный консультант — д.м.н., проф. Б. В. Лебедев). В 1996 г. ей присвоено ученое звание профессора по специальности «нервные болезни».
Основные направления научных исследований Ольги Ивановны — диагностика и лечение детей с поражениями центральной нервной системы при гидроцефалии, судорогах эпилептического и неэпилептического генеза, детском рассеянном склерозе; дисгенезиях головного мозга; наследственно-дегенеративных заболеваниях, пограничной интеллектуальной недостаточности и нарушениях познавательной деятельности.
Ольга Ивановна является основоположником когнитивной педиатрии в России, её работы внесли значимый вклад в изучение динамики формирования нейрокогнитивной сферы детей на различных возрастных этапах.
С результатами научных исследований Ольга Ивановна регулярно выступает на съездах и конференциях по детской неврологии, педиатрии, нейрохирургии, психологии, новым медицинским технологиям.
Профессор Маслова является членом Правления бюро детской секции Российского общества неврологов, экспертом комиссии МЗ РФ по полиомиелиту, членом редколлегии журнала «Нервные болезни», активно работает в диссертационных советах при НЦЗД и РНИМУ, членом высшей квалификационной комиссии Института Педиатрии и руководителем проблемной комиссии по детской неврологии. Много лет Ольга Ивановна возглавляла Этический комитет НЦЗД.
Ольга Ивановна Маслова является автором более 750 научных публикаций, среди которых ка статьи, так и монографии, методические и учебные пособия по диагностике и лечению различных форм неврологических заболеваний, характерных для детского возраста. Под её руководством выполнено 23 кандидатских и 3 докторских диссертации.
За весомый вклад в развитие медицинской науки в 2003 году ей присвоено почетное звание «Заслуженный деятель науки Российской Федерации».

## Научные работы
- Реабилитационная терапия в детской неврологии. В кн.: Пути развития педиатрии. Под ред. М. Я. Студеникина, И. Е. Смирнова и др. — М.: Дубна, 1992. — С. 50-55.
- Проблемы неврологии в педиатрии. — М.: Союз педиатров России, 1999. — 40 с.
- Ночной энурез у детей // Вопросы современной педиатрии. — 2002. — Т. 1, № 1. — С. 75-82 (соавт. В. М. Студеникин, В. И. Шелковский).
- Результаты клинической апробации оральной формы десмопрессина (Минирин) при лечении первичного ночного энуреза у детей // Вопросы современной педиатрии. — 2002. — Т. 1, № 6. — С. 93-95 (соавт. В. М. Студеникин, В. И. Шелковский, Е. Л. Виневский, И. В. Казанская, Н. Н. Заваденко, А. С. Петрухин, Е. А. Темерина, Н. М. Колобова).
- Представления о побочных эффектах препаратов вальпроевой кислоты при лечении эпилепсии у детей // Вопросы современной педиатрии. — 2003. — Т. 2, № 3. — С. 43-49 (соавт. М. З. Каркашадзе, В. М. Студеникин, М. И. Баканов, В. И. Шелковский, С. В. Балканская).
- Применение Атаракса (гидроксизина гидрохлорида) у детей // Вопросы современной педиатрии. — 2003. — Т. 2, № 2. — С. 43-49 (соавт. В. М. Студеникин, В. И. Шелковский, А. В. Горюнова, С. В. Балканская, О. В. Быкова, М. Д. Гурьева).
- Эффективность применения препарата Пантогам сироп 10 % (гопантеновая кислота) в коррекции когнитивных расстройств у детей // Вопросы современной педиатрии. — 2004. — Т. 3, № 4. — С. 52-57 (соавт. В. М. Студеникин, И. В. Чибисов, С. В. Балканcкая).